# Riche, Moselle
Riche är en kommun i departementet Moselle i regionen Grand Est (tidigare regionen Lorraine) i nordöstra Frankrike. Kommunen ligger i kantonen Château-Salins som tillhör arrondissementet Château-Salins. År 2022 hade Riche 184 invånare.

## Befolkningsutveckling
Antalet invånare i kommunen Riche
| Referens: INSEE |